# 劉良佐
劉良佐（?—1667年），字明輔，北直隶人。明朝末年至南明時期的军事人物。

## 生平
崇禎六年吳橋兵變，明軍遊擊劉良佐獻轟城策，後破登州水城。崇禎十四年，朱大典率總兵劉良佐击败饑民起義軍領袖袁時中等數萬群眾，在明軍軍中，人稱花馬劉。崇禎十五年，同鳳陽總兵黃得功大敗張獻忠於鮑家嶺，追至潛山。
南明時，與黃得功、劉澤清、高傑同列為四鎮。因擁立弘光帝有功，劉良佐进封为廣昌伯。
清順治二年，豫親王多铎率军下江南，劉良佐以兵十萬投降清朝。同年的閏六月下旬，劉良佐部兵數萬包圍江陰縣城，屢攻不利，劉良佐親作《勸民歌》，希望江陰投降，守将閻應元不從。同年八月廿一，清軍集中紅衣大炮轟擊城，江陰失守。江陰典史陳明遇在巷戰中戰死，守將閻應元自盡。
清兵渡江南下，弘光帝朱由崧逃走，清兵分兵襲取太平，黃得功率軍在荻港和清兵大戰。此時原明降將劉良佐在岸上大呼招降，得功怒叱“汝乃降乎！”突然一箭射中其咽喉偏左，拔出猝逝。
後以功隸漢軍鑲黃旗，官至直隸提督。

## 李自成戰將一說
劉良佐與高傑本來是李自成麾下的戰將，崇禎十一年十月，中曹變蛟伏兵而投降明軍，但這與明史相矛盾。明史記載刘良佐在崇祯六年已為朱大典部下。

## 出生地一說
有说中国山西大同左衛人，但應是北直隶（即清代直隶省）人。